# Łazek (Niemstów)
Łazek – przysiółek wsi Niemstów w Polsce, położony w województwie dolnośląskim, w powiecie lubińskim, w gminie Lubin.
W latach 1975–1998 przysiółek położony był w województwie legnickim.
W 2006 r. w przysiółku zameldowanych było 20 osób. Od 2019 roku ulicę przebiegającą przez miejscowość nazwano ulicą Grabową w Niemstowie.